# 高松太地
高松太地（タカマツダイチ）は、兵庫県明石市出身のシンガーソングライター・柔道家である。

## 来歴
1986年4月23日、兵庫県明石市にて産まれる。
1992年　明石市鳥羽にある野々池コミュニティセンターの【野々池柔道サークル】に入門。
1993年　明石市の柔道大会で初優勝。以降小学校時代を、柔道一筋で過ごし、大小数多くの大会で優勝などの実績を残す。
1999年　東京都世田谷区にある私立国士舘中学校に入学。寮生活をスタートさせ、柔道日本一を目指す。
2000年　両親の離婚により明石市立野々池中学へ転入。西日本少年柔道大会73kg級準優勝。
2001年　叔母の形見であるギターを、いとこより譲り受ける。兵庫県中体連総合体育大会柔道競技73kg級優勝。近畿中体連総合体育大会柔道競技 73kg級第3位。前述のいとこの結婚式にて、弾き語りを初披露。曲は長渕剛の「乾杯」。中学卒業式の日、初路上ライブ敢行。
2002年　兵庫県立明石南高等学校入学。兵庫県高体連総合体育大会柔道競技 第3位。以降、高校時代にも多くの実績を残す。路上ライブを拡大させ、西明石、大久保、明石、など近隣の駅にて路上ライブで小遣い稼ぎをしていた。
2004年　数々の推薦がありながら、家庭環境の問題から、大学進学を断念。以降、本格的な音楽活動をスタートさせる。
2005年　音楽活動名を【太地】とし、路上ライブ、ライブバーを中心にライブ活動を展開。
2007年　東京都早稲田にあるミューズレコードより着うたデビュー。楽曲「遠くへ」が、3000曲ほど配信されているインディーズ着うた配信サイト【着デビュー】で3ヶ月連続ダウンロードランキング1位を獲得。
2008年　信用していた人間に騙され、200万近くの借金を背負う。
2009年　借金完済。音楽活動名を言葉屋 太地に改める。大久保にあるマイカル明石にて初ライブ敢行。24時間テレビチャリティーライブにも初出演。老人施設や児童養護施設などでの慰問ライブも精力的に行う。九州一週間の旅ではお金を持っていかない企画上、片道新幹線の切符のみを握りしめ福岡へと向かった。路上ライブを重ね、一週間後に無事に明石に帰りつく。
2010年　明石まちかどミュージシャングランプリにおいて、おしくも3位入賞ならず。4月、右膝と肩に抱えていた爆弾を治療するための手術を決意。右膝前十字靭帯損傷復元手術、9月に左肩関節復元手術を行う。治療リハビリ中も音楽を傍らにおき、松葉杖をつきながらもギターを背負い、駅で弾き語りをすることもあった。神戸新聞掲載。
2011年　ミニコミ明石掲載。ジーオインターネット放送局にて【太地のミュージックステーション】配信開始・全3回。3月 春の明石高校生祭り開催。各地にて、東日本大震災チャリティー募金ライブ開催。明石市立望海中学校にて、恩師のつてで柔道部の外部コーチを2013年迄務める。 言葉屋 太地から唄う柔道家 高松太地へと改名。
2012年　相生学院高等学校明石校ベンチプロジェクトチームにて、絵本の読み聞かせライブを各地で行う。神戸新聞、毎日新聞掲載。高砂文化会館じょうとんばホールイベント出演。
2013年　某高等学校卒業式・某高等学校進路説明会にサプライズ出演。
2014年　幼稚園イベント出演。大阪大学【アートと学校と社会から】出演。神戸新聞掲載。
2015年　アメーバブログスタート。月間PV5万超。北川大介新曲発表ディナーショー出演。三山ひろし 松前ひろ子 ディナーショー前座出演。湊川神社 楠公祭出演。数々の学校・施設などに出演。明石ケーブルテレビ「ええやん明石」出演。明石市民柔道大会にて右膝前十字靭帯及び側服靭帯断裂。9月に入院、手術。
2016年　北川大介 竹村こずえ パク・ジュニョン 前田ひろみ コンサート前座出演。湊川神社楠公祭出演。美川憲一 蒼彦太 エドアルド コンサート前座出演。明石バル流しのミュージシャン出演。納涼フェスティバル出演。明石観光PR隊として、あかし玉子焼き広め隊メンバーで東京で行われたB-1グランプリにてゴールドグランプリ獲得。
2017年　ミニアルバム『おかん』発売。USEN、JOYSOUNDで配信スタート。5月7日、アスピア明石9F子午線ホールにてCD発売記念ワンマンコンサート敢行。サンテレビ「明石deええやん」出演。KBS京都ラジオ「森脇健児のサタデーミーティング」、明石ケーブルテレビ、ラジオ関西出演。エフエム西大和「こかつあさみのまほろばコラムラジオ」出演。美川憲一 丘みどり 小田純平 角川博 田川寿美 冠二郎 神野美伽 コンサート前座出演。マンダイフェスティバル出演。
2018年　サンテレビ「明石deええやん」1月～4月出演。

## ディスコグラフィー

### 路上ライブでの披露曲
- dream
- 迷いながら

## ライブ
| 日時         | タイトル                 | 場所                              |
| ------------ | ------------------------ | --------------------------------- |
| 2017年5月7日 | CD発売記念ワンマンライブ | アスピア明石 北館9階 子午線ホール |